# Биоград (Невесиње)
Биоград је насељено мјесто у општини Невесиње, Република Српска, БиХ. Према попису становништва из 1991. у насељу је живјело 507 становника.
Овде се налази Црква Успења Пресвете Богородице у Биограду.

## Историја
Биоград се у историјским списима први пут помиње 1281. са Подграђем, а 1454. као Кастел тврђава, посјед Херцега Шћепана. Према турским изворима у Биограду су 1469. године живјеле 132 породице, а само осам година касније, услијед куге која је похарала село, само 13. Неки од становника пописаних 1477. су се звали Митуш, Мијух, Болко, Брлун, Иваш, Ивко и Вукиља.

## Становништво
Из Биограда води поријекло књижевник Абдулах Сидран; његов је дјед одселио из Биограда крајем ХIX вијека. Сидран помиње своје невесињско поријекло у роману "Откуп сирове коже".
| Демографија- | Демографија- | Демографија- |
| Година       | Становника   | Становника   |
| ------------ | ------------ | ------------ |
| 1948.        | 995          |              |
| 1953.        | 0            |              |
| 1961.        | 961          |              |
| 1971.        | 822          |              |
| 1981.        | 707          |              |
| 1991.        | 511          |              |